# Nezumia proxima
Nezumia proxima és una espècie de peix de la família dels macrúrids i de l'ordre dels gadiformes.

## Morfologia
- Els mascles poden assolir 37 cm de llargària total.[6][7]

## Hàbitat
És un peix d'aigües profundes que viu entre 355-910 m de fondària.

## Distribució geogràfica
Es troba al sud del Japó, el mar de la Xina Oriental i les Filipines.